# Vlaški Do (Smederevska Palanka)
Pour les articles homonymes, voir Vlaški Do.
Vlaški Do (en serbe cyrillique : Влашки До) est un village de Serbie situé dans la municipalité de Smederevska Palanka, district de Podunavlje. Au recensement de 2011, il comptait 971 habitants.

## Histoire
Le village de Vlaški Do est mentionné pour la première fois en 1880 comme un hameau situé sur le territoire d'Azanja. En revanche, les fouilles archéologiques ont mis au jour les vestiges d'une localité romaine sur le site de Mezul, ainsi que des pièces de monnaie et des objets aujourd'hui conservés au Musée national de Smederevo.

## Démographie

### Évolution historique de la population
| 1948  | 1953  | 1961  | 1971  | 1981  | 1991  | 2002  | 2011 |
| ----- | ----- | ----- | ----- | ----- | ----- | ----- | ---- |
| 1 961 | 1 713 | 1 644 | 1 526 | 1 477 | 1 287 | 1 161 | 971  |

|  |